# Boków (Ukraina)
Boków (ukr. Боків) – wieś na Ukrainie, w obwodzie tarnopolskim, w rejonie tarnopolskim.
W II Rzeczypospolitej wieś w powiecie podhajeckim województwa tarnopolskiego.
W nocy z 17 na 18 września 1939 r. nacjonaliści ukraińscy z OUN zamordowali tutaj 10 Polaków, a w nocy z 10 na 11 lutego 1944 r. oddział UPA zamordował 66 Polaków. Ks. Ludwika Chrapka uratował miejscowy wójt Ukrainiec, któremu ów duchowny, lecząc mieszkańców, ocalił rękę przed amputacją.
Do 2020 w rejonie podhajeckim.